# Рейес, Леонель
Леонель Альфредо Рейес Саравиа (исп. Leonel Alfredo Reyes Saravia, род. 19 ноября 1976, Ла-Пас) — бывший боливийский футболист, выступавший на позиции полузащитника. Выступал в национальной сборной Боливии

## Клубная карьера
Начал свою карьеру в футбольном клубе «Ибероамерикана», где провёл 3 года и 111 матчей, в которых забил 7 голов. Позже перешёл в «Боливар», за который отыграл 6 сезонов, 165 матчей и забил 3 гола. Закончил карьеру в клубе «Стронгест»
За «Боливар» он выступал в финале Южноамериканского кубка 2004 года, где получил одну жёлтую карточку.

## Международная карьера
Рейес также был членом сборной Боливии, участвовавшей в Кубке Америки 2007 года. Он сыграл в общей сложности 22 матча, забил 2 гола и представлял свою страну в 10 матчах квалификации на чемпионат мира по футболу.